# Vi og vore venner
|  | Denne artikel er oprettet af botten Steenthbot ud fra en ekstern database. Den kan derfor have sproglige fejl eller mangler. Denne skabelon kan fjernes efter kontrol af indholdet. |

Vi og vore venner er en dansk dokumentarfilm fra 1967 instrueret af Per Larsen efter eget manuskript.

## Handling
En beskrivelse af det arbejde som Foreningen for Dyrenes Beskyttelse udfører for at forbedre vilkårene for såvel tamme som vildtlevende dyr..